# Yoyoy Villame
Román Tesorio Villame (18 de noviembre de 1932 - 18 de mayo de 2007), conocido artísticamente como Yoyoy Villame. Fue un cantante, compositor, letrista, y cómico filipino. Era natural de Calape, Bohol y fue el padre de la cantante Hannah Villame. Falleció de un paro cardíaco en el Centro Médico de Las Piñas, en Metro Manila el 18 de mayo de 2007. 

## Primeros años
Antes de llegar a su ruptura en la industria de la música, Villame estaba en un punto de jeepney como conductor y en el otro, un recluta del ejército que luchó en el gobierno de la campaña de lucha contra la insurgencia en Luzón Central. Volvió a Bohol para convertirse en un conductor de autobús, y allí formó una Rondalla banda con sus compañeros de los conductores. El propietario de la empresa de autobuses Villame tomó nota de los esfuerzos de la creación de un estudio de música llamado Kinamay Documentos sólo para él. Villame en la primera grabación fue en 1972 y titulado Magallanes. Fue el comienzo de una larga lista de discos y grabaciones de sus canciones de inspiración en la política en Sugboanon, cantados en tagalo e Inglés.

## Obras
Entre sus obras figuran Butse Kik, una canción escrita y hecha hasta en chino palabras que Villame supuestamente le ocurrió con la escritura de los nombres de las tiendas chinas a la espera de un mecánico para arreglar su desglosados jeepney en Manila Chinatown. También escribió Geografía de Filipinas, que enumera 77 islas principales, provincias, ciudades, municipios, ciudades de su país de origen, de norte a sur. Su larga lista de éxitos y su estilo de entretenimiento de la música le ha valido el título de "Rey de la novedad Canciones de Filipinas". Villame comenzó a hacer películas de principios del decenio de 1970, y se señaló por su papel en el 1974 el thriller de suspense Biktima. En 2004, desempeñó un Yoyoy Visayan trovador en la aclamada película, Babae sa rompeolas (dique de la Mujer).

## Discografía
- ABC and the Music
- ABC Rock
- Adlaw Gabi-I
- Ako'y Babalik
- Ano Ba 'Yan
- Aral Sa Pasko
- Awit Na Kanta
- Ay Ay Ay I Love You
- Ayaw Na
- Balikbayan
- Ballroom Dancing
- Baranggay Tinapay
- Barok Goes to Hong Kong
- Barsi
- Bayang Mahal
- Bayle-sa Tibuok Kalibutan
- Bolare
- Bombero
- Bombero Rock
- Boy Scout Ako
- Brunei Beauty
- Bulkan Pinatubo
- Bungalow
- Bus Driver Boogie
- Buti Pa Magtanan
- Butse Kik
- Cha Cha Han
- Cora
- Crush Ko Sya
- Da Da Da (Tsismis)
- Da Da Da (Tsismis) - Tagalog version
- Dagohoy ug Lapu-lapu Rock (w/ Max Surban)
- Diklamasyon (Magellan vs. Lapu-Lapu)
- Duha
- Edad 16
- Eklipse
- Eleven Indians
- Estorias Filipinas
- Estoryang Kataw-anan (w/ Max Surban)
- Exercise Boogie
- Flower Dance
- Garbo Sa Kabisayaan
- Gi-indiyan
- Granada
- Gugmang Dinalian
- Gusot Na Rin
- Hain Ka Na
- Hala Tawo
- Hangtud Kanus-A
- Happy Birthday
- Happy Happy Songs
- Hayop na Combo
- Hernando's Hideaway
- Hey!
- Hikalimti Na Lang
- Huwag Yan
- Huweteng
- I Have Two Hands
- I Know
- I'll Never Love Again
- I'm Sorry
- Ikaw
- Ikaw Ang Bulok
- Intriga
- Ipinanganak Sa Kuweba
- Islahanan
- Kahayang sa Ngitngit
- Kahit Sira
- Kaming Mga Waiter
- Karoling-Karoling
- Kilum Kilum
- Komedi Histori
- Kudeta ni Bonifacio
- Kuratong Baleleng
- Las Piñas
- Leonora
- Likas Yaman
- Lilibee
- Limahung
- Live-In
- Lorena
- Lu-oy
- Lu-oy Tawon
- Mag-exercise Tayo
- Mag-flower Dance
- Magellan - Yoyoy Villame
- Magellan Ug Lapu-lapu
- Magkasinabot
- Magkusad Na Ta Pe
- Magsugal Ta (w/ Max Surban)
- Manangguite
- Mangingilad
- Manok Ni San Tilmo
- Mentras Lariang
- Meri Krismas
- Metro Manila Rock
- Mr. Robotbot
- My Country, Philippines
- Naala-ala Mo Ba Giliw
- Nasaan Ka Darling
- Nasalisihan
- Noong Ako'y Bata
- Oh! Sweet
- Oh, Palad Ko
- Pagkamingaw
- Pagtugtog Ng Kombo
- Pangako Ng Isang Boy Scout
- Pasensiya Mga Batig Nawong
- Paskong Masaya
- Pepita Bungangera
- Philippine Geography
- Pinangga Ako
- Piyesta Ng Mga Isda
- [Poor Boy
- Puppy Love
- Rapido Rock
- Repetim-Repetim
- Ring-Ting-A-Ling Dingdong
- Rudolph D'Red Nose Ranger
- Sabi Barok Lab Ko Dabiana
- Sabit Sabit Sa Christmas Tree
- Sana Kung Maari Pa
- Celosa
- Sikat na Pangit
- Sion Tion
- Take-It Take-It
- Tarzan At Barok
- Tatay Ko
- Tekya
- Terrorist Story
- The Bible
- The Teacher and Pupils
- Threat Bomb
- Tili-Ling Tili-Ling
- Trapik
- Tsuper Ng Jeepney
- Tunay Na Diwa Ng Pasko
- Tunay Na Pag-ibig
- Tweedle Tweedle Dam
- Umuwi Sa Husband
- Unang Panonood Ng Sine
- Unsa Pay Akong Mahimo
- Visayang Tigas
- Wilma
- Wise (Lies)
- Yuta Sa Saad

## Filmografía
- Babae sa Breakwater (2004)
- Milyonaryong mini (1996)
- Tunay na magkaibigan, walang iwanan... peksman (1994)
- Andrew Ford Medina: Huwag kang gamol (1991)
- Wooly Booly 2: Ang titser kong alien (1990)
- Bikining itim (1990)
- Teacher's Enemy No. 1 (1990)
- Tootsie Wootsie (1990)
- Wooly Booly: Ang classmate kong alien (1989)
- Barok Goes to Hong Kong (1984) .... Barok
- Batul of Mactan (1974)
- Biktima (1974)
- Eh, kasi bisaya (1972)